# Long black

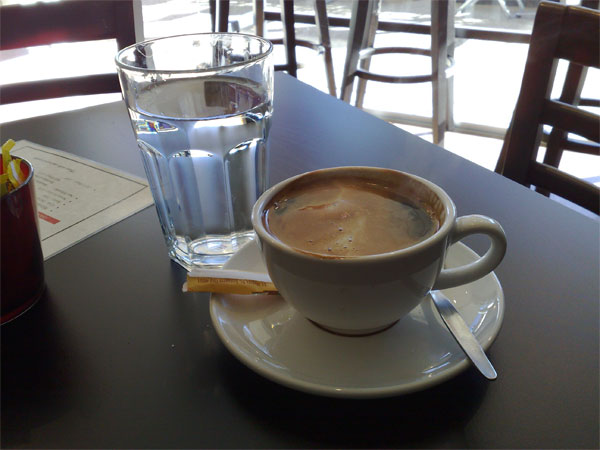
Káva long black

Long black je kávový nápoj, známý především v Austrálii a na Novém Zélandu. Připravuje se tak, že se střední šálek nejprve naplní 100-120 ml horké vody a do ní se následně vyrobí 1 dávka (nebo 2 dávky) espressa. Takovýto postup zajistí uchování kávové pěny a liší se tím od americana, u kterého se naopak dolévá horká voda do kávy. 